# John Heysham Gibbon
John Heysham Gibbon (født 29. september 1903, død 5. februar 1973) var en amerikansk kirurg, som udviklede den første hjerte-lunge-maskine. Den blev taget i brug i 1953.
Maskinen kan under operationer overtage hjertets og lungernes funktion og dermed opretholde blodcirkulationen.